# فرانک سیلورا
فرانک سیلورا (انگلیسی: Frank Silvera; ۲۴ ژوئیهٔ ۱۹۱۴ – ۱۱ ژوئن ۱۹۷۰ (۵۵ سال)) هنرپیشه، کارگردان نمایش اهل ایالات متحده آمریکا بود.
از فیلم‌ها یا برنامه‌های تلویزیونی که وی در آن نقش داشته‌است می‌توان به آپالوزا، زنده‌باد زاپاتا!، هراس و هوس، بوسه قاتل، مرد، و کشتار روز ولنتاین اشاره کرد.